# ذى صيلة (إب)

تعديل مصدري - تعديل

ذى صيلة هي إحدى قرى عزلة ميتم بمديرية إب التابعة لمحافظة إب، بلغ تعداد سكانها 253 نسمة حسب تعداد اليمن لعام 2004.